# Alloscirtetica brethesi
Alloscirtetica brethesi là một loài Hymenoptera trong họ Apidae. Loài này được Jörgensen mô tả khoa học năm 1912.